# Time to Shine (Mélanie René-dal)
A Time to Shine (magyarul: A ragyogás ideje) a mauritiusi–svájci Mélanie René dala, mellyel Svájcot képviselte a 2015-ös Eurovíziós Dalfesztiválon, Bécsben. A dal az SRG SSR által szervezett nemzeti döntőben, a Die Entscheidungsshowban nyerte el az eurovíziós indulás jogát 2015. január 31-én.

## Eurovíziós Dalfesztivál
A dalt az Eurovíziós Dalfesztiválon a május 21-i második elődöntőben adta elő, fellépési sorrendben tizennegyedikként a Svédországot képviselő Måns Zelmerlöw Heroes című dala után, és a Ciprust képviselő John Karayiannis One Thing I Should Have Done című dala előtt. Az elődöntőben a tizenhetedik, utolsó helyen végzett, így nem jutott tovább a május 23-i döntőbe.
A következő svájci induló Rykka The Last of Our Kind című dala volt a 2016-os Eurovíziós Dalfesztiválon.